# 리니 전투
리니 전투는 1815년 6월 16일 나폴레옹 보나파르트가 이끄는 프랑스 북군과 게프하르트 레베레히트 폰 블뤼허가 이끄는 프로이센군이 오늘날 벨기에 리니에서 맞붙은 전투다. 프랑스군은 프로이센군에 큰 피해를 입혀 전술적 승리를 거두었지만, 프로이센군 다수가 질서를 유지한 채 북쪽으로 후퇴한 뒤 리니 전투에 참여하지 않은 프로이센군과 합류했다. 남은 프로이센군은 워털루 전투와 우아브르 전투에서 중요한 역할을 했다. 일부 학자들은 이 전투를 나폴레옹의 마지막 승리라고 보기도 한다.

## 서막

### 나폴레옹의 계획
나폴레옹이 1815년 3월 20일 프랑스 황제로 돌아온 뒤, 대프랑스 동맹은 나폴레옹의 복권을 빈 회의의 위반으로 보고 각각 군대를 소집했다. 1815년 6월 웰링턴 공작의 영국 주도 연합군 93,000여 명이 브뤼셀에 본부를 두었고, 게프하르트 레베레히트 폰 블뤼허가 이끄는 프로이센군 116,000여 명이 나뮈르에 본부를 두었다. 이 외에도 새로 창설된 독일 연방의 국가들이 25,000명의 병력을 파견했고 바클라이 드 톨리가 이끄는 러시아 제1군이 200,000명의 병력을 이끌고 프랑스로 진군했다. 카를 필리프 추 슈바르첸베르크 후작이 이끄는 오스트리아 육군이 파리를 목표로 라인강 상류에 약 230,000명의 병력을 주둔시켰고, 워털루 전역의 대프랑스 동맹군을 지원하기 위해 덴마크와 한자 동맹 자유시들도 군대를 파견했다.
나폴레옹은 대프랑스 동맹군의 병력이 프랑스군의 병력보다 압도적인 것을 자각하고 있었고, 이에 따라 방어전략을 취할 지 선제공격을 할 지 결정해야 했다. 나폴레옹은 대프랑스 동맹군이 결집하여 서로 협조하기 전에 각개격파하기로 결정했고, 대프랑스 동맹군의 주요 병력을 격파하면 향후 동맹국 정부들과 협상할 수 있다고 판단했다. 나폴레옹이 벨기에를 공격하기로 결정한 것에는 여러 가지 이유도 있었는데, 브뤼셀에 주둔한 영국군을 지원하기로 한 오스트리아 육군은 여전히 징집 중이었고 러시아군은 아직 프랑스 국경지대에 도착하지 않았기 때문이었다. 영국군을 지원하는 네덜란드 육군은 훈련이 덜 되어 있었고 무장도 제대로 되지 않았다. 또한 나폴레옹은 프랑스가 승리를 거두면 프랑스어권 벨기에 지역에서 혁명을 일으킬 지도 모른다고 판단했다.

### 국경 전투
1815년 6월 프로이센군은 총 4개의 군단으로 구성되어 있었으며, 이들은 모두 프랑스와의 국경지대에 배치되었다. 제1군단은 샤를루아에 본부를 두고 삼브레강 일대를 방어했고, 제2군단은 나뮈르에 본부를 두고 리에주주 서쪽 지역을 맡았다. 시네에 본부를 둔 제3군단은 뫼즈강을 따라 배치되었으며, 제4군단은 리에주에 본부를 두었다.
한편 나폴레옹의 명령을 받은 프랑스군은 북쪽으로 집결하기 시작했다. 6월 6일 에티엔 모리스 제라르가 이끄는 제4군단이 메스를 출발해 6월 14일 필리프빌에 도착했고, 제국친위대가 6월 8일 파리를 출발해 아벤에 6월 13일 도착했다. 랑을 출발한 프랑스 제6군단 역시 6월 13일 아벤에 도착했다. 이 외에도 릴에서 출발한 제1군단, 발랑시엔에 출발한 제2군단, 메지에르에서 출발한 제3군단이 모뵈주와 아벤 일대에 도착했으며, 제4기병군단은 솜브레강 상류에 집결했다. 나폴레옹은 6월 12일 파리를 출발해 랑에서 밤을 보낸 뒤 프랑스군에 합류했다. 프랑스군은 좌익은 솔레쉬르삼브레 성에서, 우익은 필리프빌 앞에서, 중앙은 부모에서 야영했다. 대프랑스 동맹군에게 위치를 들키지 않기 위해 프랑스군은 불빛을 차단했고 나폴레옹은 군대의 움직임을 숨기기 위해 벨기에 전선 전체의 군단의 움직임을 동일하게 하고 전진기지를 강화했다. 하지만 6월 13일 밤 하늘에 반사되는 불빛이 프로이센 제1군단에게 발각되었고, 프로이센 첩자와 프랑스군 탈영병들은 나폴레옹이 프랑스군에 합류한다는 소식과 6월 14일부터 15일 밤에 프랑스군이 공격을 개시할 것이라는 첩보를 전했다.
6월 14일 네덜란드-벨기에 장교였던 장 밥티스테 반 멜렌이 샤를루아에 본부를 둔 지에텐 백작의 군대에게 프랑스군이 모뵈주와 부모를 지나 샤를루아로 향한다는 소식을 전달했다. 이 날 프로이센 제2여단 소속 오토 카를 로렌츠 폰 퍼치도 제롬 보나파르트를 비롯한 프랑스의 유명한 장교들이 100,000명의 병력을 이끌고 진격한다는 보고를 지에텐 백작에게 전달했고, 벨기에 주민들 역시 나폴레옹과 그의 동생 제롬 보나파르트가 도착했다는 사실을 전달했다. 지에텐 백작의 보고를 받은 블뤼허는 프로이센군을 프랑스군 쪽으로 더 가까이 집결시키라는 지시를 내렸고, 지에텐 백작에게는 삼브레강에 프랑스군이 도달할 때까지 기다리라는 명령을 내렸다.
6월 15일 프랑스군과 프로이센군이 처음으로 교전을 시작했다. 지에텐 백작은 교전 소식을 웰링턴 공작과 블뤼허 백작에게 전달했고, 웰링턴 공작이 있는 브뤼셀에는 오전 9시에, 블뤼허 백작이 있는 나뮈르에는 오전 8시에서 9시 사이에 소식이 전달되었다. 블뤼허는 이 소식을 듣고 사전에 그의 군단을 솜브레프에 집결시킨 것에 대해 만족했으며, 틸만이 이끄는 제3군단에게 6월 16일 아침까지 솜브레프를 향해 진격하라고 명령했다. 6월 15일 프랑스군은 계속 북쪽으로 진격해 전초기지에 위치한 프로이센군을 격퇴했으며, 투앵과 샤를루아 모두 15일 오전 프랑스군에게 함락되었다. 지에텐 백작은 프랑스군이 샤를루아로 진격하자 오전 8시에 그의 연대에게 철수와 재정비 명령을 내렸다. 프랑스군이 샤를루아를 점령한 뒤에도 퀼레와 괴칠, 에프니에에서 후퇴하는 프로이센군과 진격하는 프랑스군의 산발적인 교전이 이어졌다. 질리까지 후퇴한 지에텐의 프로이센군은 6월 15일 오후 6시부터 프랑스군과 질리에서 격전을 벌였고 이 과정에서 루이미셸 레토르 드 로빌이 지휘하는 프랑스 기병부대가 큰 피해를 입었다. 지휘관 로빌은 부상으로 이틀 뒤 사망했다. 질리에서의 전투 후 프로이센군은 안전하게 후방으로 후퇴할 수 있었고, 더 북쪽에 새로운 방어선을 형성했다.

## 병력

### 프랑스군
리니 전투 당시 프랑스 황제 나폴레옹 보나파르트가 직접 북군을 이끌었으며, 장드디외 술트가 참모총장을 맡았다. 북군은 제국친위대, 제1군단, 제2군단, 제3군단, 제6군단, 예비기병대로 구성되어 있었는데, 이 중 제1군단과 제6군단은 리니 전투에 참전하지 않았고, 제2군단과 예비기병대 제3기병군단은 일부 부대를 제외한 전 부대가 카트레브라 전투에 참여했다. 장바티스트 지라르가 이끄는 제2군단 제7보병사단과 사무엘프랑수아 레헤르티에가 이끄는 예비기병대 제3기병군단 제11사단은 리그니 전투에 참전했다. 제국친위대의 경우 친위대 사령관이었던 에두아르 모르티에가 부재했기 때문에 안토닌 두로가 지휘를 맡게 되었다.

### 프로이센군
일련의 전투 이후 프로이센군은 약 84,000명의 병력이 남아있었고, 프로이센군의 총사령관은 게프하르트 레베레히트 폰 블뤼허였다. 참모총장은 아우구스트 나이트하르트 폰 그나이제나우였다. 프로이센군은 한스 에른스트 카를 폰 지에텐이 이끄는 제1군단, 게오르그 두비슬라브 루트비히 폰 퍼치가 이끄는 제2군단, 그리고 요한 폰 틸만이 이끄는 제3군단이 리니 전투에 참전했다.

## 결과 및 여파
프로이센군은 프랑스군의 방해를 받지 않고 되도록 눈에 띄지 않게 후퇴했다. 중요한 점은, 프로이센군이 그들의 통신망을 따라 동쪽으로 후퇴한 것이 아니라, 카트레브라 전투 이후 후퇴하는 웰링턴 공작의 영국 주도 연합군과 나란히 후퇴하며 웰링턴 공작과의 통신을 유지하려고 했다는 것이다. 프로이센군은 6월 17일 워털루에서 동쪽으로 13km 떨어진 우아브르에 재집결했다. 한편, 웰링턴 공작은 카트레브라 전투 이후 나폴레옹이 자신을 추격할 줄 알고 6월 17일 내내 북쪽으로 후퇴해 워털루 남쪽 작은 능선에 위치한 마을 몽생장과 소니안숲에 도착해 방어거점을 마련했다.
철수하는 프로이센군과 추격하는 프랑스군 사이의 국지전이 나뮈르 도로를 따라 발생했지만, 프로이센군의 주력 부대는 이미 우와브르로 철수한 뒤였다. 6월 17일 새벽, 프랑스군 정찰부대가 프로이센 제3군단의 후방 부대와 800m 정도 거리에 있었지만, 프랑스군의 정찰이 없었고 이로 인해 프로이센군 후방부대의 진로를 포착할 기회를 놓쳤다. 나폴레옹은 프로이센군이 나뮈르와 리에주를 거쳐 뫼즈강으로 이동한 뒤 브뤼셀로 진격하려는 프랑스군을 격퇴할 것이라고 생각하고 있었다. 일부 역사학자들은 리니 전투 이후 프랑스군이 프로이센군의 진로를 놓친 것이 나폴레옹이 워털루 전투에서 패배한 원인으로 보기도 한다.

## 같이 보기
- 우아브르 전투
- 카트레브라 전투

### 내용주
1. ↑  덴마크군과 한자 동맹군은 7월에 목적지에 도착했고, 이 때는 이미 워털루 전투가 끝난 뒤였다.[8][9]

### 참조주
1. 1 2 3  Bodart 1908, 486쪽.
2. 1 2 3 4  Pigeard 2004, 475쪽.
3. ↑  Clodfelter 2008, 183쪽.
4. ↑  Beck 1911, 372,373쪽.
5. ↑  Bowden 1983, Chapter 2.
6. 1 2  Chandler 1981, 30쪽.
7. ↑  Chandler 1981, 27쪽.
8. ↑  Hofschröer 1999, 182쪽.
9. ↑  Sørensen 1871, 360–367쪽.
10. ↑  Chandler 1981, 25쪽.
11. ↑  Houssaye 2005, 54–56쪽.
12. 1 2  Chandler 1966, 1016쪽.
13. ↑  Chandler 1966, 1093쪽.
14. ↑  Siborne 1848, 91쪽.
15. 1 2 3  Siborne 1848, 92쪽.
16. 1 2 3  Siborne 1848, 94쪽.
17. ↑  Siborne 1848, 94–95쪽.
18. ↑  Siborne 1848, 95쪽.
19. ↑  Siborne 1848, 96쪽.
20. ↑  Siborne 1848, 99쪽.
21. ↑  Siborne 1848, 99–100쪽.
22. ↑  Siborne 1848, 111쪽.
23. ↑  Siborne 1848, 100쪽.
24. ↑  Siborne 1848, 104쪽.
25. ↑  Siborne 1848, 101–102쪽.
26. ↑  Siborne 1848, 109–110쪽.
27. ↑  Pigeard 2005, 518–520쪽.
28. ↑  Pigeard 2004, 475–476쪽.
29. 1 2  Chesney 1907, 136쪽.
30. ↑  Longford 1971, 527쪽.
31. ↑  Siborne 1895, 291–292쪽.
32. ↑  Siborne 1895, 298쪽.
33. ↑  Hofschröer 2006, 14쪽.

## 참고 문헌
- Beck, Archibald Frank (1911), 〈Waterloo Campaign〉,   Chisholm, Hugh, 《브리태니커 백과사전》 28 11판, 케임브리지 대학교 출판부, 371–381쪽
- Bodart, Gaston (1908). 《Militär-historisches Kriegs-Lexikon (1618–1905)》. 2021년 6월 10일에 확인함.
- Chandler, David (1966). 《The Campaigns of Napoleon》. Weidenfeld and Nicolson. ISBN 9780025236608. 2021년 6월 10일에 확인함.
- Clodfelter, M. (2008). 《Warfare and armed conflicts : a statistical encyclopedia of casualty and other figures, 1494-2007》. Jefferson, North Carolina: McFarland. ISBN 978-0786433193.
- Chesney, Charles C. (1907), 《Waterloo Lectures: A Study Of The Campaign Of 1815》, Longmans, Green, and Co.
- Chesney, Charles Cornwallis (1869), 《Waterloo Lectures: A Study of the Campaign of 1815》, Longmans, Green, and Company, 142–143쪽
- Clausewitz, Carl von (2010), 〈Chapter 37. Movements on 17 June: Blücher〉, 《On Waterloo: Clausewitz, Wellington, and the Campaign of 1815》, 번역 Bassford, Christopher; Moran, Daniel; Pedlow, Gregory W., www.clausewitz.com, ISBN 978-1453701508
- Corrigan, Gordon (2006). 《Wellington: A Military Life》. Hambledon and London, 2001, the University of Michigan. 299쪽. ISBN 978-1852855154.
- Esdaile, Charles (2016). 《Napoleon, France and Waterloo: The Eagle Rejected》. Pen and Sword. ISBN 978-1473870840.
- Franklin, John (2015), 《Waterloo 1815 (2): Ligny》, Bloomsbury Publishing, 94쪽, ISBN 978-1-4728-0368-9
- Garrelts, Gerh. Andr. von (1856), 《Die Ostfriesen im deutschen Befreiungskriege: Gesch. des ehemal. 3ten Westphälisch-Ostfries. Landwehr-Infanterie-Regiments, der freiwilligen Jäger, der Cavallerie … seit ihrer Entstehung bis zur Auflösung in den Kriegsjahren 1813, 1814 u. 1815. Mit alleger. Abbildung des Upstalsbooms u. Schlachtplan von Ligerz u. Waterloo》, W. Bock, 172쪽
- Glover, Gareth (2014), 〈Chapter 8: The Battle of Ligny〉, 《Waterloo: Myth and Reality》, Pen and Sword, 59–67쪽, ISBN 978-1-78159-356-1
- Haythornthwaite, Philip (2007). 《The Waterloo Armies: Men, Organization and Tactics》. Pen and Sword. ISBN 978-1473800434.
- Hofschröer, Peter (1999), 《1815, The Waterloo Campaign: The German Victory》, London: Greenhill Books, ISBN 1-85367-368-4
- Leggiere, Michael (2014), 《Blücher, the scourge of Napoleon》, Arthur H Clark, ISBN 978-0806144092
- Longford, Elizabeth (1971), 《Wellington the Years of the Sword》, Panther
- Maxwell, William Hamilton (1833), 《Stories of Waterloo》, R. Bentley, 209쪽
- Mueffling, Friedrich Carl Ferdinand von (1833), 《A Sketch of the Battle of Waterloo: To which are Added Official Despatches of ... the Duke of Wellington ... Prince Blucher, and Reflexions on the Battles of Ligny and Waterloo》, Pratt & Barry, 74, 77쪽
- Pigeard, Alain (2004), 《Dictionnaire des batailles de Napoléon》, Tallandier, Bibliothèque Napoléonienne, ISBN 2-84734-073-4
- Price, Munro (2014). 《Napoleon: The End of Glory》. Oxford University Press.
- Siborne, William (1848), 《The Waterloo Campaign, 1815》 Four판, Edward Arber
- victorian (2007). “Georg Dubislav Ludwig von Pirch”. fortunecity.com. 2007년 8월 15일에 원본 문서에서 보존된 문서.[더 나은 출처 필요]

## 추가 자료
- “Battle of Ligny 1815: Maps, Order of Battle, Diagrams”. 《napoleonistyka》. 2016년 9월 17일에 확인함.
- “Field Marshal Prince von Blücher”. 《Waterloo200》. 2016년 9월 17일에 확인함.